# بركت
البَرْكَت (الاسم العلمي: Mazama) هو جنس من الحيوانات يتبع الفصيلة الأيليات من رتبة مزدوجات الأصابع. يتراوح حجمها بين الوسط للصغير وتتواجد في شبه جزيرة يوكاتان أمريكا الوسطى وأمريكا الجنوبية وفي جزيرة ترينيداد. أغلب هذه الأنواع تتواجد رئيسياً في الغابات. وهي ظاهرياً ماتشبه الديكرة الأفريقية، والمنتجق الآسيوي، ولكن ليس لها صلة. هنالك حوالي عشرة أنواع تقع ضمن جنس البركت. تسمية الجنس مزاما مشتقة من لغة الناواتل والتي معناها أيل.

## الأنواع
- بركت أحمر
- بركت أحمر صغير
- بركت ميريدا
- بركت قزم
- بركت رمادي
- بركت صغير
- بركت يوكاتان البني
- بركت أحمر ضئيل
- بركت أمريكا الوسطى الأحمر
- بركت الأمازون البني
- بركت أبيض

## الوصف الجسدي والموطن
اعتماداًَ على النوع، يتراوح الحجم بين صغير إلى متوسط، بأجسام ثخنة، وأذان كبيرة. حجم الرأس والجسم هو 60-144 سم (24-57 بوصة)، طول الكتف هو 35-80 سم (14-31 بوصة) وغالباً ماتزن 8-48 كيلوغرام (18-106 رطل)، ويستثنى البركت الأحمر الكبير الذي يصل وزنه حتى 65 كيوغرام، (143 رطل). القرون صغيرة بطفرات بسيطة عندما تكون موجودة. الفرو يتراوح لونه بين اللون الأحمر إلى البني والرمادي. يمكن تقريباً تقسيم الأنواع لأربع مجموعات اعتماداً على الحجم، اللون والموطن (ليس بالضرورة أن تتطابق شجرة المحتد): 
- البركت الأحمر وشادن أمريكا الوسطى الأحمر غالباً مايتواجدان في الغابة. حجمهم غالباً كبير إلى متوسط مع فرو يتراوح لونه بين الأحمر والأحمر البني. الرأس، العنق والسيقان غالباً يكون لونها رمادي أو أسود.
- البركت الرمادي وبركت الأمازون البني وبركت يوكاتان البني كلها تتواجد في الغابات وأراضي الأشجار القمئية. متوسطة الحجم، مع قرون بنية إلى رمادية، وأجزء سفلية باهتة.[5]
- البركت القزم وبركت ميريدا والبركت الصغير والبركت الأحمر الضئيل تتواجد في الغابات وفي الأراضي الخضراء المرتفعة، البركت القزم يتواجد في الغابة الأطلسية؛ الأنواع المتبقية تتواجد في غابة أنديز الضبابية، الغابة القزماء، وفي بارامو. يتراوح الحجم بين المتوسطة إلى الصغيرة، وقرون حمراء. اللون اسود أو رمادي غامق في معظم أجزاء السيقان والجزء العلوي للرأس، ولكن في البركت الصغير الأجزاء الأمامية والعنق يكتسيها لون اسود أو رمادي غامق.
- البركت الأحمر الصغير يتواجد في الغابة الأطلسية في الجزء الجنوبي الشرقي من البرازيل. يحوي مظهره على انه قريب بين البركت الأحمر (المجموعة الأولى) والبركت القزم (المجموعة الثالثة).

## السلوك
بالإضافة لكونهم ذو نشاط ليلي وبحجمهم الصغير، تعتبر المازما  حيوانات خجوله ونادراً ما ترى. تعيش داخل مناطق صغيرة خاصة بها، بمفردها أو مع زوج، حدود هذه المناطق تُعلم بالبول، البراز أو إفرازات من غدد العين. تقوم هذه الحيوانات بالاختباء بالقرب من الأغطية النباتية عندما تقترب منهم الحيوانات المفترسة التي تعلم بمناطق تواجدهم الخاصة (خصوصاً حيوان اسد الجبال واليغور). وكحيوانات عاشبة يتكون غذائهم من الأوراق، الفواكة، ونباتات تقع ضمن منطقتهم الخاصة.

## التكاثر
الأزواج الذين يعيشون مع بعضهم يبقون ذو زواج أحادي، الذكر الأعزب منهم غالباً سيرتبط مع الإناث التي تتواجد بالقرب. يتقاتل الذكور عندما يتنافسون على الزواج، بالعض والطعن بواسطة قرونهم الصغيرة. حيوانات الشادن التي تعيش في مناطق استوائية ليست لديها موسم زواج محدد، ولكن تلك التي تعيش في مناطق معتدلة لديها موسم تخدد معين في فصل الخريف. فترة الحمل تقريباً بين 200-220 يوم، ويمكن للإناث الحمل بشادن واحد فقط في كل فترة حمل. الصغير يبقى مع الأم، ويبقى متخفياً حتى يكبر بما فيه الكفاية حتى يلازمها. وغالباً ماتفطم بعمر الستة شهور وتصل لمرحلة النضوج الجنسي بعد سنة.